# ミッキー・トーマス
ミッキー・トーマス（Mickey Thomas、1949年12月3日 - ）は、アメリカ合衆国のロック歌手、ブルーズ歌手。ジェファーソン・スターシップとスターシップのリード・ボーカリストとして知られている。

## 経歴

### 生い立ちと初期の音楽活動
ジョージア州カイロ生まれ。1965年に子供の時から長く友人であったチャールズ・コーネルとトミー・ヴェランと一緒にビートルズの公演を見に行こうとアトランタに旅行したことが、音楽の道に進むきっかけとなった。その後、3人はバンドを結成し、ヴェランがリード・ボーカルを担当した。彼等は別々の大学に進学したためバンドは解散したが、1970年代初期に友人のバド・トーマスをもう1人のメンバーに迎えて「ジェッツ」という名前で再結成された。
トーマスはジョージア州ダグラスで結成された「ローズ・オヴ・ロンドン (Lords of London)」というガレージ・バンドのボーカルを短期間務めたことがある。他のメンバーは、ビリー・フォルソム（ギター）、ボブ・ハッチンソン（ベース）、ビリー・コルビ（キーボード）、トロイ・ブラジンガム（ドラム）だった。

### エルヴィン・ビショップ・グループ
トーマスはジェッツでリード・ボーカルを担当しながらも、1974年にはエルヴィン・ビショップ・グループにバック・コーラスの一員として加わり、やがてリード・ボーカルを担当することになった。同グループでの成果としては、「愛に狂って (Fooled Around and Fell in Love)」が1976年にシングル・チャートで第3位まで上昇したことが挙げられる。

### ジェファーソン・スターシップ
1979年4月、マーティ・バリンとグレイス・スリックが脱退したジェファーソン・スターシップから加入をもちかけられた。
トーマスは1980年代前半の大部分をジェファーソン・スターシップのボーカリストとして過ごすこととなった。1981年に再加入したスリックとのデュエットも相俟って彼の存在感は徐々に大きくなっていった。
1982年にエインズレー・ダンバー（ドラムス）が脱退し、2年後に元エルヴィン・ビショップ・グループのドニー・ボールドウィンが後任になった。

### スターシップ及びスターシップ・フィーチャリング・ミッキー・トーマス

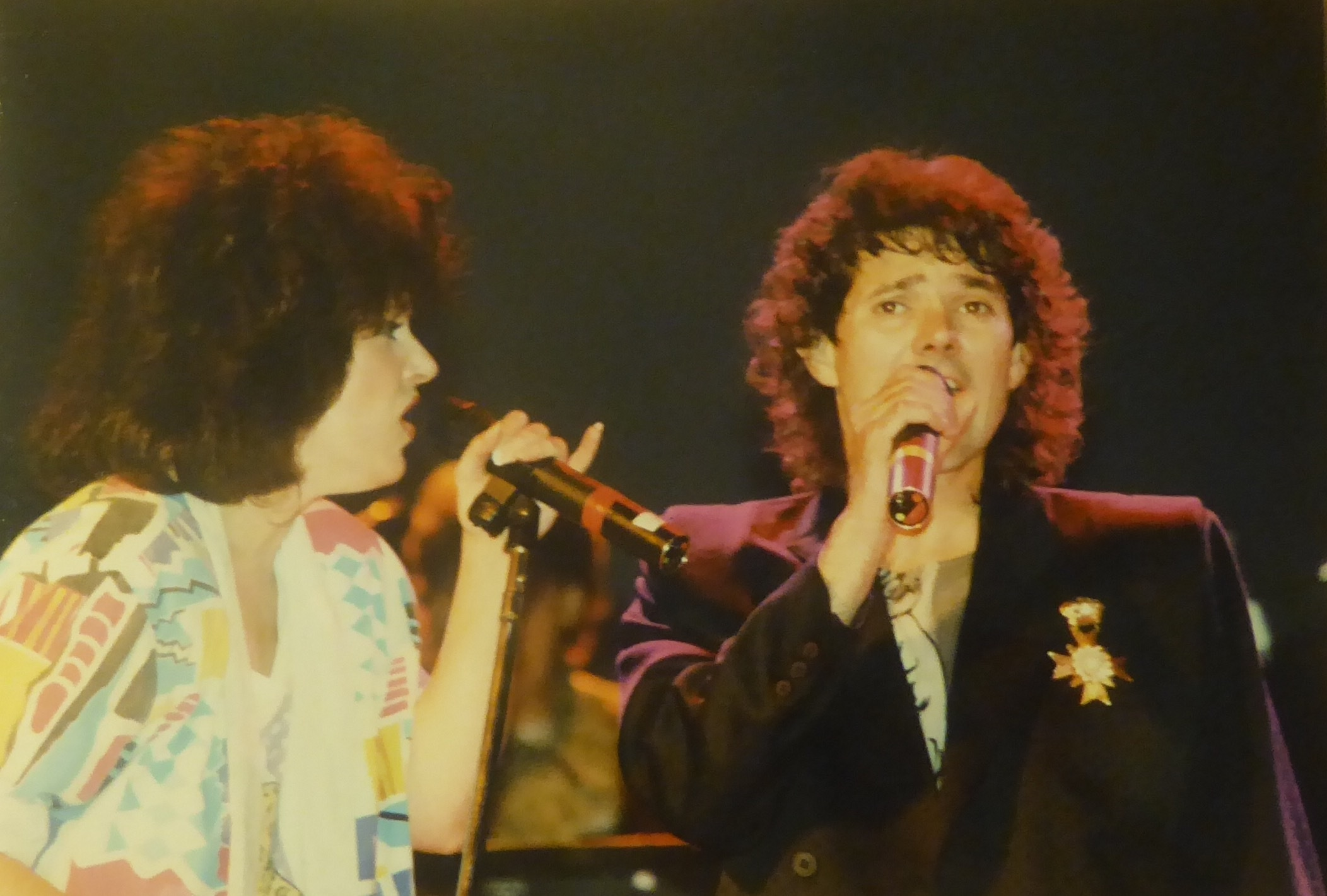
グレイス・スリック（左）と（1985年）

1984年にポール・カントナーが脱退するとジェファーソン・スターシップは1985年に「スターシップ」に改名し、トーマスはリーダーになった。スターシップは1985年から1989年までの間に3曲のナンバーワン・ヒットを収めた。トーマスはスリックが再度バンドを脱退した1988年からは、全曲でリード・ボーカルを務めることになった。
しかしスターシップのポップス・バンドとしての成功も長くは続かなかった。ツアーの途中、トーマスはバーでドラマーのボールドウィンから殴られ、顔面の整形手術が必要となる重傷を負った。ツアーはキャンセルされ、ボールドウィンは解雇された。
本来のメンバーによるスターシップは1991年に解散することになった。1992年、カントナーはトーマス抜きでジェファーソン・スターシップを再結成し、トーマスは名称「スターシップ・フィーチャリング・ミッキー・トーマス」の使用を認められた。彼は新しいバンドを結成して、この名称をツアーの名前に用いて活動を続けた。
2010年11月、トーマスは自分のウェブサイトで、スターシップの新しいアルバム『Loveless Fascination』が2011年の夏の終わり、もしくは秋になって直ぐの頃に発売されると発表した。このアルバムは結局2013年9月に発売された。

### ソロ活動と共作
1976年にソロ・アルバム『愛は永遠に』、1981年に2作目『アライヴ・アローン』を録音した。
1986年の映画『栄光のエンブレム』ではサウンドトラックとして「Stand in the Fire」が使用された。トーマスはまた、映画『カクテル』（1988年）で「Wild Again」、映画『ロック・イン・ブルックリン (Sing)』（1989年）でタイトル曲「Sing」を録音している。さらに1989年、映画『ドリーム・ドリーム (Dream a Little Dream)』に出演し、同映画のサウンドトラックでタイトル曲とそのデュエット版を録音している。
1998年、サミー・ヘイガーのアルバム『マーチング・トゥ・マーズ』に客演参加している。
2002年、ツアーバンドと共に自分がかつて吹き込んだジェファーソン・スターシップのヒット曲をすべて録音し直している。この再録音されたアルバムは2003年に発売されたが、バンド名の表記はなく、セントクレア・エンターテインメント・グループのシリーズ名が「Forever Gold」と記されていただけだった。
2004年、ファブリツィオ・グロッシのプロデュースで『オーヴァー・ジ・エッジ フィーチャリング・ミッキー・トーマス』という名前でアルバムを発売した。2008年、エインズレー・ダンバーと新しいアルバムで共演している。このアルバムにはオジー・オズボーン・バンドの前ギタリスト、ジェイク・E・リーが参加している。2008年後半にはスターシップの活動を停止してエルヴィン・ビショップと再びグループを結成した。
2011年7月、カヴァー曲集をソロ・プロジェクト「Marauder（略奪者）」として発表した。

## ディスコグラフィ

### ソロ・アルバム
- 『愛は永遠に』 - As Long as You Love Me (1976年)
- 『アライヴ・アローン』 - Alive Alone (1981年)
- Forever Gold (2003年、St. Clair Entertainment)[5]
- 『オーヴァー・ジ・エッジ フィーチャリング・ミッキー・トーマス』 - Over the Edge (2004年)
- The Blues Masters Featuring Mickey Thomas (2010年)
- Marauder (2011年)[4]

### エルヴィン・ビショップ・グループ
- 『レット・イット・フロー』 - Let It Flow (1974年)
- 『ジューク・ジョイント・ジャンプ』 - Juke Joint Jump (1975年)
- 『ストラッティン』 - Struttin' My Stuff (1975年)
- 『ホームタウン・ボーイ』 - Hometown Boy Makes Good! (1976年)
- 『エルヴィン・ビショップ・ライヴ』 - Raisin' Hell (1977年)

### ジェファーソン・スターシップ
- 『フリーダム・ポイント・ゼロ』 - Freedom at Point Zero (1979年)
- 『モダン・タイムス』 - Modern Times (1981年)
- 『奇蹟の風』 - Winds of Change (1982年)
- 『ニュークリア・ファニチュア』 - Nuclear Furniture (1984年)

### スターシップ
- 『フープラ』 - Knee Deep in the Hoopla (1985年、Grunt/RCA)
- 『ノー・プロテクション』 - No Protection (1987年、Grunt/RCA)
- 『ラヴ・アマング・ザ・カニバルズ』 - Love Among the Cannibals (1989年、RCA)
- 『スターシップ・グレイテスト・ヒッツ 10イヤーズ・アンド・チェンジ1979-1991』 - Greatest Hits (Ten Years and Change 1979–1991) (1991年、RCA) ※コンピレーション
- The Best of Starship (1993年、RCA/BMG) ※コンピレーション
- Loveless Fascination (2013年、Loud and Proud) ※スターシップ・フィーチャリング・ミッキー・トーマス名義